# Hilipinus
Hilipinus är ett släkte av skalbaggar. Hilipinus ingår i familjen vivlar.

## Dottertaxa tillHilipinus, i alfabetisk ordning[1]
- Hilipinus ascius
- Hilipinus bartelsi
- Hilipinus biannulatus
- Hilipinus biguttatus
- Hilipinus biplagiatus
- Hilipinus cadivus
- Hilipinus corruptor
- Hilipinus curvirostris
- Hilipinus dahlbomi
- Hilipinus dentirostris
- Hilipinus egenus
- Hilipinus friesi
- Hilipinus fusiformis
- Hilipinus granicostatus
- Hilipinus granosus
- Hilipinus guatemalensis
- Hilipinus ingens
- Hilipinus integellus
- Hilipinus lacordairei
- Hilipinus laticollis
- Hilipinus maculosus
- Hilipinus medioximus
- Hilipinus mortuus
- Hilipinus mucronatus
- Hilipinus occultus
- Hilipinus ochreopictus
- Hilipinus punctatoscabratus
- Hilipinus quadrimaculatus
- Hilipinus scabiosus
- Hilipinus sulcicrus
- Hilipinus sulcirostris
- Hilipinus tetraspilotus
- Hilipinus ziegleri